# Ignatie al Antiohiei

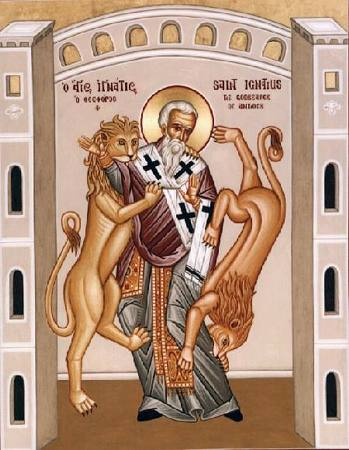
Martiriul Sfântului Ignatie - sfâșiat de lei

Ignatie al Antiohiei (în greaca veche Ἰγνάτιος, în trad. „înfocatul”), cunoscut și ca Ignatie Teoforul (n. cca. 35 sau 50 - d. între 98 - 117), a fost un episcop al Antiohiei, un martir al Bisericii și părinte apostolic. Este sărbătorit pe 17 octombrie în calendarul romano-catolic și anglican, respectiv pe 20 decembrie în calendarul creștin-ortodox și în cel greco-catolic. În drum spre Roma a redactat o serie de scrisori, din care s-au păstrat șapte, scrisori care constituie monumente ale literaturii creștine timpurii. A fost condamnat la moarte în perioada persecuțiilor împotriva creștinilor din timpul împăratului Traian și a fost executat la Roma.

## Scrieri
De la sfântul Ignatie au rămas 7 scrisori (epistole), de o deosebită importanță pentru creștinismul timpuriu. Acestea sunt:
- Epistola către Efeseni
- Epistola către Magnezieni
- Epistola către Tralieni
- Epistola către Romani
- Epistola către Filadelfieni
- Epistola către Smirneni
- Epistola către Policarp al Smirnei